# Medicinhjul (Nordamerika)
Et medicinhjul (am: Medicine wheel) er en mere eller mindre cirkelformet grundfigur med supplerende elementer, alt dannet af natursten placeret på jorden af indianere i Nordamerika gennem årtusinder. En ceremoniel funktion antages for de fleste.
Mindst ét medicinhjul blev brugt til visionssøgning af indfødte amerikanere til ind i det sidste kvarte århundrede af 1800-tallet.

## Medicinhjul på den nordlige prærie
De ældste medicinhjul på den nordlige prærie blev skabt omkring 3.500 år før vor tidsregning,:vii  og de nyeste kom til sidst i 1700-tallet.:78 
Mange medicinhjul har fået deres nuværende form ved gradvise tilføjelser gennem tidens løb.:4 
Mindst 67 medicinhjul af varierende form og størrelse ligger spredt på prærien i Canada og USA, ofte på toppen af høje bakker langt fra de største vandløb,:7  eller på den åbne græsslette med blik ud over en bred floddal.:9  Alle har supplerende stenlinjer og/eller varder i eller omkring hjulet; derved adskiller de sig fra tipiringe, der er cirkler af sten brugt til at holde den nederste kant af et tipidække fast til jorden.:94  De fleste hjul menes at have haft forskellige ceremonielle og religiøse funktioner.:vii  Hyppige spor efter lejrpladser tæt ved tyder på brug af hjulene under store fællesceremonier.:97 
Hjul af nyere dato i Alberta er mindesmærker over højt respekterede blackfoot ledere dannet efter deres død.:52 
Nogle forskere opfatter flere medicinhjul som astronomiske redskaber til fastsættelse af bl.a. sommer-solhverv.:22 

## Medicinhjulenes udformning
Medicinhjulene på prærien er forskellige nok til at være inddelt i otte undertyper med hver deres særpræg,:6  men generelt er de ret symmetriske figurer tegnet på jorden med natursten af varierende størrelse.:2  De fleste har en markant opbygget varde i centrum af hjulet, som kan være op til to og en halv meter høj:111  og med en største diameter på 12 meter.:112 
Hjulet har mindst én koncentrisk stencirkel i en vis afstand fra varden. Diameteren på hjulets ydercirklen spænder fra kun en meter (Fort Smith medicinhjulet uden en central varde):42  til 40 meter.:10  Ydercirklen i visse medicinhjul er brudt i en smal, stenfri åbning eller markeret passage ind til det omkransede område og varden.:33 
Fra to:118  til 28 smalle linjer:67  af sten ”stråler” ud fra varden og/eller fra hjulets ydercirkel i forskellige kombinationer.:3  Linjerne kan f.eks. skabe forbindelse til små varder omkring hjulet, mens andre ender blindt eller forgrener sig i nye linjer. Den længste stenlinje er 135 meter lang.:83 

## Medicinhjulenes udbredelse
Af 67 hjul er 45 placeret på den canadiske prærie i Alberta og 12 i Saskatchewan. I USA er de koncentreret i Montana med otte hjul, mens et ligger øst for Missouri River i South Dakota, og det mest berømte hjul (Bighorn medicine wheel) findes i Wyoming.:4 

## Bighorn medicine wheel
Bighorn medicinhjulet ligger nær toppen af Medicine Mountain i Bighorn Mountains nær Sheridan i det nordlige Wyoming.:67  I 1970 kom hjulet på listen over National Historic Landmarks. Efter 2011 omfatter fredningen også de nærmestliggende klippeområder udenfor selve hjulet og stedet benævnes derfor Medicine Whell/Medicine Mountain National Historic Landmark.
Hjulet består af en central, hul varde:67  med en diameter på 4 meter.:69  Varden er rejst omkring et menneskeskabt, kegleformet hul i den krakelerede kalkstensgrund, hvor der er fjernet kalksten til en dybde af ca. 60 centimeter.:77  Varden blev langt senere forbundet til hjulets yderring med 28 næsten jævnt fordelte stenlinjer cirklen rundt (hjulets ”eger”).:79  De tilføjede stenlinjer kan være lagt af folk fra en anden stamme end skaberne af centervarden.:96  Fire af seks mindre og ligeledes hule varder eller rettere hestesko-formede, lave mure findes akkurat udenfor hjulet. En enkelt varde er placeret tre og en halv meter fra hjulet og forbundet til dette med en lige stenlinje. Den sidste af de seks varder kanter sig op ad hjulcirklens inderside.:67  Hjulets diameter er 25 meter.:69 

### Forskellige historiske stammers tilknytning til hjulet
Både kiowaer, shoshoner, crower og cheyenner har hver deres beretninger om hjulets tilblivelse og brugen af det.:72  Alle fire stammer har på et eller andet tidspunkt i deres historie haft større eller mindre tilknytning til Bighorn Mountains.:96 

### Hjulets funktion
Bighorn hjulet anses af nogle for bl.a. at have være brugt til at bestemme sommer-solhvervet ved at sigte fra en af de mindre varder og hen over centervarden mod dels solopgangen og dels solnedgangen.:79 
Både kiowaerne:13  og andre fagfolk har hæftet sig ved hjulets lighed med planen af en soldanshytte. Varden i midten og hjulets eger sidestilles da med henholdsvis soldanshyttens centerstolpe og rafterne ind mod den fra de opstillede yderstolper.:96 
Crowerne forklarer medicinhjulet som et sted at gennemføre visionssøgninger enten gruppevis:82  eller alene, som f.eks. Little Head gjorde det med held engang i det sidste kvarte århundrede af 1800-tallet.:73 

### Beskrivelser og undersøgelser af hjulet
Bighorn medicinhjulet var det første hjul af denne slags i Nordamerika til at blive beskrevet i faglitteraturen i 1903 af S. C. Simms. Da han så hjulet i 1902, var et bisonkranie placeret lige op ad midtervardens østvendte væg, så øjenhulerne ”kiggede” mod øst.:108 
Der er foretaget små arkæologiske undersøgelser af hjulet i tiden efter 1959.:124  Fundene består af bl.a. potteskår og flere købeperler fra de hvides handelsstationer.:77 